# Guagnano
Guagnano – miejscowość i gmina we Włoszech, w regionie Apulia, w prowincji Lecce.
Według danych na rok 2004 gminę zamieszkiwały 6193 osoby, 167,4 os./km².